# نيميسوليد
نيميسوليد هو مضاد التهاب غير ستيرودي (مضاد التهاب لا ستيرويدي) انتقائي نسبيًا للإنزيم مثبطات كوكس-2 ، ومسكن للألم و خافض للحرارة. دواعي استعماله المعتمدة هي علاج الألم الحاد، والعلاج الأعراضي في التهاب الفصال العظمي، وآلام عسر الطمث . يعطى للمراهقين والبالغين أكثر من 12 عامًا. لهذا الدواء آليات عمل متعددة في الجسم ويتميز بسرعة بداية التأثير.

## نظرة تاريخية
تم إطلاق هذا الدواء بدايةً في إيطاليا بأسماء تجارية ( Aulinو Mesulid) في عام 1985، وتوفر بعد ذلك في أكثر من 50 بلد حول العالم بما فيها فرنسا والبرتغال واليونان وسويسرا وبلجيكا وروسيا وتايلاند والبرازيل. نيميسوليد لم يدخل أبدًا مؤسسة الغذاء والدواء الأمريكية إدارة الغذاء والدواء ولم يباع في السوق هناك. بسبب مخاوف تتعلق بتأثير الدواء السمّي للكبد، تم سحب نيميسوليد من أسواق عدة دول منها إسبانيا وفنلندا وبلجيكا وإيرلندا.

## الإيجابيات
- نيميسوليد له نفس التأثير على الجهاز الهضمي كغيره من مضادات الالتهاب غير الستيرويدية.
- آلية عمله المتعددة الطرائق تعطيه تأثير فريد وواسع في تخفيف الالتهاب.
- يمكن أن يؤخذ بوصفة طبية لعلاج الآلام الحادة (قصيرة المدة) و آلام الطمث(الدورة الشهرية). نيميسوليد يجب أن لا يؤخذ لفترات طويلة نهائيًا لعلاج الآلم المزمنة كالتهاب المفاصل مثلًا؛ وهذا بسبب ارتباطة بارتفاع خطر سميته على الكبد عند اخذه لفترات طويلة من ضمنها الفشل الكبدي الخاطف.[4]

## الأشكال الصيدلانية

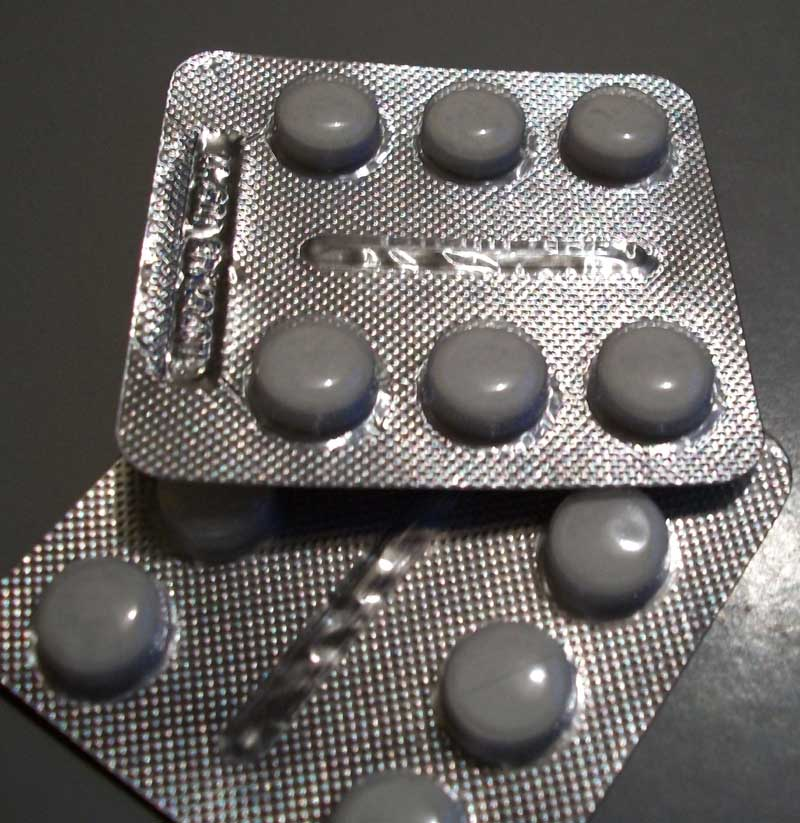
100mg Nimesulide pills

نيميسوليد متوفر بعدة أشكال صيدلانية: حبوب ومسحوق يذاب في الماء وتحاميل شرجية وحبوب تتحلل بالفم وجل موضعي.
مؤخرًا قامت وكالة الأدوية الأوروبية وكالة الأدوية الأوروبية بعمل تقييم للنيميسوليد وانتهت بأن نسبة المنفعة للخطر لهذا الدواء هي نسبة جيدة تتفق مع غيرها في الأدوية غير الستيرويدية المضادة للالتهاب مثل البروفين والديكلوفيناك والنابروكسين .

### الأسماء التجارية
الأسماء التجارية التالية متوفرة كدواء أصيل:
- Sulide
- Nimalox
- Mesulid

(Novartis، البرازيل، Boehringer Ingelheim، اليونان)
- Coxtal

(Sanofi ،الصين، تشيك، بلغاريا )
- Sintalgin

(abbott ، البرازيل)
- Eskaflam

( GSK، البرازيل، المكسيك)
- Octaprin
- Nimside

(Teva ، الباكستان) 
- Nise

( Dr. Reddy’s Laboratories ، الهند، روسيا، فنزويلا، فيتنام، أوكرانيا)
- Nilsid ( مصر)
- Aulin
- Ainex
- Drexel
- Donulide
- Edrigyl
- Enetra
- Heugan
- Mesulid
- Minapon
- NeRelid
- Nexen
- Nidolon
- Nilden( المكسيك)
- Nimed
- Nimedex
- Nimesil
- Nimulid
- Nimutab
- Nimdase
- Nimopen-MP( الهند)
- Nisulid
- Nodard Plus
- Nicip
- Nimcap
- Nic-P
- Nic-Spas(الهند)
- Novolid
- (Relmex (Ecuador
- Remisid ( أوكرانيا)
- Scaflam
- Scaflan
- Sulidin( تركيا)
- Xilox(هنغاريا)
- Modact-IR ( الباكستان)[5]
- Sulidene و Zolan للاستخدام البيطري

الأسماء التجارية المتوفرة كدواء جنيس:
- Lusemin
- Medicox
- Nidol
- Nimalox
- Nimesil
- Nimotas
- Nimulid
- Nizer
- Sorini
- Ventor
- Vionim
- Neolide
- Willgo
- new-aid
- Nims
- Nice
- Nimulide ( نيبال)

## حركية الدواء
يتم امتصاص نيميسوليد بشكل سريع في الجهاز الهضمي بعد أخذ الحبة فمويًا
يتعرض نيميسوليد لعمليات تحويل بيولوجي لـ 4-هيدروكسي نيميسوليد الذي يبدو فعالًا أيضًا.
لا يوجد تأثير ملحوظ للطعام أو اختلاف الجنس أو تقدم العمر على الخصائص الحركية للدواء.
يعتبر الفشل الكلوي الشديد أو الفشل الكبدي من موانع الاسعمال لنيميسوليد، في حين أن ضعف وظائف الكلى المتوسط لا يحتاج حتى لتعديل جرعته.
نيميسوليد له بداية تأثير سريعة مع تسكين ملحوظ للألم وتقليل للالتهاب في غضون 15 دقيقة من أخذ العلاج
التأثير الدوائي للنيميسوليد ناتجٌ من آلية عمل متعددة ومعقدة؛ إذ يستهدف العديد من وسائط الالتهاب الأساسية مثل: COX2 و الجذور الحرة والانزيمات الحالّة للبروتين وكذلك الهستامين. الأدلة السريرية تشير إلى أن الدواء يملك قابلية جيدة في ما يخص تحمل الجهاز الهضمي.

## الوقائع المتعلقة بالنيمسوليد

### محكمة مدراس العليا منعت إنتاج وتسويق مُعلّق النيمسوليد في الهند
في 13 أيلول،2011 منعت محكمة مدراس العليا تصنيع وتسويق النيمسوليد مع الفينلبروبانولامين (PPA) للأطفال.

### وكالة الأدوية الأوروبية أعادت التأكيد على فعالية النيمسوليد
في 23 حزيران 2011، وكالة الأدوية الأوروبية أكدت على أن فعالية النيمسوليد تفوق مخاطره لعلاج الآلام الحادة وآلام الطمث.

### منظمة التحكم بالأدوية (Central Drugs Standard Control Organization)
في الهند منعت من استخدام النيمسوليد لمن هم أقل من12 سنة.
أظهرت عدة تقارير في الهند التفاعلات الدوائية الجانبية للنيمسوليد. في 12 شباط 2011 أظهرت صحيفة (اكسبريس الهندية (صحيفة) )أن وزارة الصحة والعائلة قررت أن تمنع استخدام النيمسوليد من قبل الأطفال كمسكن، معلق النيمسوليد من 10 آذار 2011 إلى الآن تعد مستحضرات النيمسوليد غير مسموح باستخدامها للأطفال الذين تقل أعمارهم عن 12 سنة.

### أكدت وكالة الأدوية الأوروبية على أن فوائد النيمسوليد تفوق مضاره.
في 21 أيلول، 2007 أظهرت وكالة الأدوية الأوروبية سلامة النيمسوليد من الناحية المتعلقة بالكبد. وانتهت الوكالة إلى أن منافع هذا الدواء تفوق مضاره، ولكن هناك حاجة إلى تحديد مدة استخدامه للتأكد أن المخاطر لن تتطور إلى مشاكل في الكبد، بحيث تبقيها ضمن الحد الأدنى. ولهذا فإن وكالة الأدوية الأوروبية حدد استخدام المستحضرات ( حبوب، محلول، تحاميل) بما لا يزيد عن 15 يوماً.

### بورد الأدوية الإيرلندي(IBM) علّقت استخدام الادوية المحتوية على النيمسوليد (15 أيار 2007)
قرر بورد الأدوية الإيرلندي تعليق استخدام النيمسوليد من السوق الإيرلندي وأحالته إلى لجنة المنتجات الطبية المستخدمة من قبل الإنسان التابعة لوكالة الأدوية الأوروبية (CHMP) لمراجعة المنافع والمخاطر الخاصة به. جاء القرار نظرا لتقارير عن 6 حالات من الفشل الكبدي التي وصلت لوحدة زراعة الكبد في مستشفى فينسينت. وقعت هذه الحالات في الفترة من 1999 إلى 2006.

### قرار المحكمة العليا في دلهي
استجابة لعريضة ضد نيمسوليد في أيار 2004، قررت محكمة دلهي العليا أن تسمح باستمرار تسويق نيمسوليد في الهند نظرا لأن المخاوف التي تفوق الأعراض الجانبية لا أساس لها. المحكمة العليا بمساعدة أطباء أطفال وكالات طبية من الهند توصلت إلى أن النيمسوليد مضاد التهاب غير ستيرودي آمن واعراضه الجانبية مشابهة لغيره من مضادات الالتهاب غير الستيرويدية.

### دفع رشوة في إيطاليا لإبعاد بعض الأدوية عن الفحص
في أيار 2008، صحيفة واعدة في إيطاليا تدعى كوريري ديلا سيرا أظهرت بأن مسؤول على مستوى عال في وكالة الأدوية الإيطالية AIFA تم تصويره عن طريق الشرطة خلال قبول رشوة من موظف في شركات الأدوية. يُزعم بأن المال تم دفع للتأكد بأن بعض الأدوية ستنجو من الفحص عن طريق مراقب الأدوية. بدأ التحقيق عام 2005 بسبب توقعات أن بعض فحوصات أدوية شركة AIFA مزورة. تم اعتقال 8. يمكن شراء النيمسوليد بوصفة طبية وتحفظ كإيصال في الصيدلية، حتى يتم التحكم في بيعه.
الشركة الأصيلة المصنعة للنيمسوليد هي Helsinn Healthcare SA ، سويسرا، حيث حصلت على حقوق الدواء في عام 1976. ثم انتهت مدة براءة الاختراع فبدأت عدة شركات بتصنيعه وتسويقه.

### أفادت الوكالة الأوروبية للأدوية بزيادة خطورة تسمم الكبد
لاحظت الوكالة بأن الدراسات الفاحصة لفعالية النيمسوليد في علاج الألم الحاد أظهرت أن فعاليته مشابهة لغيره من مضادات الالتهاب غير الستيرويدية القاتلة للألم مثل الديكلوفيناك، الأيبوبروفن، والنابروكسن.
أما عن سلامة الدواء، فإن الوكالة لاحظت بأنه يملك نفس خطورة الإصابة بمشاكل المعدة والقناة الهضمية مثل غيره من مضادات الالتهاب غير الستيرويدية. وللحد من خطورة التأثير على الكبد، قُدمت العديد من المحددات، منها أن تجعله ضمن خط العلاج الثاني، استخدام أقل جرعة فعالة لأقل مدة زمنية ممكنة، ولأطول مدة لعلاج الآلام الحادة.
وكالة المنتجات الطبية المستخدمة من قبل الإنسان انتهت إلى أن النيمسوليد مرتبط مع زيادة خطورة تسمم الكبد مثارنة بمضادات الالتهاب الأخرى. توصي الوكالة الآن، كنوع من المحددات الإضافية، أن لا يستخدم النيمسوليد لعلاج الفصال العظمي، حيث يعد الفصال العظمي حالة مزمنة، مما سيزيد خطورة استخدام الدواء لمدة طويلة مما سيزيد من خطورة تأذي الكبد.

## الأعراض الجانبية
يحظر استخدام نيميسوليد للأطفال ما دون سن 12 عامًا.
الاستخدام المستمر لنيميسوليد لأكثر من 15 يومًا قد يؤدي إلى هذه الأعراض الجانبية:
- إسهال
- تقيؤ
- طفح جلدي
- حكة
- دوخة
- طعم مر في الفم

النساء المرضعات عليهن استخدام نيميسوليد بحذر.